# 中国共产党中央顾问委员会
中国共产党中央顾问委员会，简称中顾委，是1982年至1992年期间存在于中国共产党内的一个特殊机构。其产生的目的，是为了解决当时中国共产党中央领导机构的新老交替，使年轻的干部进入中央委员会，年纪大的老干部退到中顾委，辅佐中央委员会，废除干部领导职务终身制完善后再撤销。如首任中顾委主任邓小平在第一次全会上所讲，中顾委可以被认为“是种过渡性质的组织形式”。

## 历史
由于中华人民共和国成立后，一直未能建立干部领导退休制度，到“文化大革命”后期，领导干部普遍年龄老化，接班人的培养、选拔非常薄弱，以致党和国家领导职务的新老交替遇到困难。
1973年在中共十大期间，中共中央主席毛泽东曾考虑设立一个以老干部为主组成的“中央顾问委员会”，但是没能实现。事后，国务院总理周恩来在1次会议上对此进行了说明：“过去，在我们党内没有这个制度。主席说他要作‘顾问委员会’主席，我们听了都不同意。主席当时不是开玩笑，是真的要这样做。他说，但我还是要管的，不仅‘顾’，而且‘问’。因大家反对，主席又说：你们大家都不赞成，我只好还作（中央委员会）主席，鞠躬尽瘁。”1975年7月14日，中共中央军委副主席邓小平在中共中央军委扩大会议上讲到在军队设立顾问组的问题：“设顾问是一个新事物，是我们军队现在状况下提出的一个好办法。设顾问，第一关是谁当顾问，第二关是当了顾问怎么办？”“顾问组的组长，不参加党委，可以列席党委会，好同顾问组通气。其他待遇不变，但是配汽车、秘书要变一变。”“顾问也有权，就是建议权。顾问要会当，要超脱。不然，遇事都过问，同级党委吃不消。设了顾问，究竟会有什么问题，等搞年把子再来总结经验。”当时邓小平所提的顾问制度未能完全实行，没人愿当顾问。1976年邓小平再次被打倒，设顾问之事便被搁置。
1978年底召开的中共十一届三中全会后，“废除干部领导职务终身制”的问题被提出。邓小平认为最根本的是要建立干部领导退休制度，但在退休制度能够完全建立以前，在当时的情况下先采取顾问委员会这种过渡的形式，作为迈出的第一步。1979年11月2日，中共中央副主席、国务院副总理邓小平在中央党、政、军机关副部长以上干部大会上指出：“现在我们搞四个现代化，急需培养、选拔一大批合格的人才。这是1个新课题，也是对老同志、高级干部提出的1个责任，就是要认真选好接班人。”“前几年，我提出搞顾问制度，但并没有完全行通，许多人不愿意当顾问。现在看来，要真正解决问题不能只靠顾问制度，重要的是要建立退休制度。”1980年8月18日，邓小平在中共中央政治局扩大会议上提出：“中央已经设立了纪律检查委员会，正在考虑再设立1个顾问委员会（名称还可以再考虑），连同中央委员会，都由党的全国代表大会选举产生，并明确规定各自的任务和权限。这样，就可以让一大批原来在中央和国务院工作的老同志，充分利用他们的经验，发挥他们的指导、监督、顾问的作用。同时，也便于使中央和国务院的日常工作班子更加精干，逐步实现年轻化。”。1981年正值中国共产党建党60周年，1981年7月2日，邓小平在各省、市、自治区党委书记会议上重提设顾问委员会的问题，并说“这是为后事着想”。
1982年，中共十二大通过的《中国共产党章程》规定设立中央顾问委员会。中顾委委员须加入中国共产党四十年以上，在党内有深厚的资历。中央顾问委员会每届任期和中央委员会相同，常务委员会、主任、副主任，由中央顾问委员会全体会议选举，并报中央委员会批准，其中主任必须从中央政治局常委中产生。与此同时，《中国共产党章程》还规定设立省、自治区、直辖市顾问委员会，由中国共产党的省、自治区、直辖市代表大会选举产生。中共十二大1982年9月6日通过的《中国共产党章程》第二十二条规定：“中央顾问委员会是中央委员会的政治上的助手、参谋。”所以邓小平《在中央顾问委员会第一次全体会议上的讲话》第一段中提出，可以“让一些老同志在退出第一线之后继续发挥一定的作用”。中顾委委员可以列席中央委员会全体会议，中顧委副主任可以列席中央政治局全体会议，有需要时，中顾委常委也可以列席政治局会议。所以在中国共产党的结构中，中顾委委员级别相当于中央委员，中顾委的副主任、常委，级别相当于中央政治局委员，而中顾委的主任，本身也是中央政治局的常委。中顾委在中央委员会的领导下工作，具体任务有3个方面：一、为政策提建议，二、协助调查问题，三、作宣传。另外，还承担中央委员会委托的其他任务。中顾委的日常工作，邓小平指派副主任薄一波主持。事实上，由于中顾委的委员在中共内资历深厚，“比中央委员会的成员牌子硬”（语见邓小平《在中央顾问委员会第一次全体会议上的讲话》第五段），其影响力往往还要大于规定赋予的职权。1982年9月13日召开的中央顾问委员会第一次全体会议上，中顾委主任邓小平全面阐述了中央顾问委员会的性质、任务、工作方法、注意事项，强调：“顾问委员会是一种过渡的组织形式。因为我们的国家也好、党也好，最根本的制度应该是建立退休制度。”要求中央顾问委员会要“注意的第一件事情，就是不要妨碍中央委员会的工作”。邓小平认为在10年即2届任期的时间内，通过这种过渡的方式，逐步建立并最终完成退休制度，并且中央顾问委员会最多不超过15年（3个任期）便应取消。
1983年6月，作为国家副主席候选人的廖承志逝世，由於有關部門的疏忽，沒有通知某些中顧委常委參加追悼會，引發了老同志對於中顧委委員應有待遇的爭議。中共中央总书记胡耀邦於7月3日在給薄一波的回信中批示：“中顧委常委的政治、物質待遇完全按政治局委員同等，這是中央定的，誰也無權獨自變更。特別是黨和國家的紅白喜事，更要安排這些老同志像政治局委員一樣地出面，以後誰違反，就追究誰的責任。”
1987年，在中共十三大上产生了新一届中央顾问委员会。随后中央顾问委员会第一次全体会议选举陈云为主任，薄一波、宋任穷为副主任。薄一波仍然主持中央顾问委员会的日常工作。1989年9月，邓小平明确提出从中共十四大起不再设立中顾委的设想。1991年上半年，陈丕显在上海看望中顾委主任陈云。陈云要陈丕显回北京后向薄一波、宋任穷转达他的意见。陈云说：“我十四大以后不再干了，我考虑了，决定了。至于一波、任穷同志干不干，中顾委以后设立不设立，请他们研究。”薄一波、宋任穷听到陈丕显转达陈云的意见后，也表示他们二人都要退下来，十四大以后不再设中央顾问委员会，中央顾问委员会常务委员会也一致赞同，并向陈云作报告。陈云听了之后很高兴。
1992年10月7日，薄一波在中央顾问委员会会议室召开全体委员会议，讨论中央顾问委员会向中共十四大提交的工作报告。报告中建议“党的第十四次全国代表大会后可以不再设立中央顾问委员会。”到会的144人对中央顾问委员会5年来的工作未提出异议，但对中共十四大后不再设中顾委的建议则反应很强烈。多数委员主张中央顾问委员会再保留一段时间。薄一波对委员们说，关于中共十四大以后不再设中顾委的问题，邓小平两年前从北戴河回来，便请国家主席杨尚昆通知薄一波，要薄一波考虑中共十四大取消中顾委，薄一波表示没有意见，中共十四大前，邓小平又讲中顾委必须撤销。随后，薄一波又讲了陈云托陈丕显转达给薄一波、宋任穷的关于十四大以后不再设立中顾委的意见。薄一波说：“小平同志讲了话，陈云同志讲了话，他们两位先后是十二届、十三届的中顾委主任，中央又作了决定。面对这个严肃的问题，我和任穷同志只有执行，不可能有别的想法。”与会的中顾委委员遂鼓掌表示赞同。1992年10月9日，薄一波主持中顾委最后一次全体会议，会议一致通过了中顾委向中共十四大的工作报告。1992年10月18日，中国共产党第十四次全国代表大会通过了关于中央顾问委员会工作报告的决议，同意不再设立中央顾问委员会的建议，中央顾问委员会遂走入历史。各省、自治区、直辖市顾问委员会也随即撤销。
2007年1月15日，最后一位在世的原中顾委副主任薄一波逝世；2015年7月31日，最后一位在世的原中顾委常委张劲夫逝世；2023年3月31日，最后一位在世的原中顾委委员万海峰逝世。至此已无中顾委组成人员在世。

## 历年组成人员
1982年9月1日至11日召开的中国共产党第十二次全国代表大会，选举产生了中央顾问委员会委员172人。1982年9月13日召开中国共产党中央顾问委员会第一次全体会议，选举产生了中央顾问委员会主任、副主任、常务委员会委员。
- 主任：邓小平
- 副主任：薄一波、许世友、谭震林、李维汉
- 常务委员会委员（按姓氏笔画为序）：王平、王首道、邓小平、伍修权、刘澜涛、江华、许世友、李井泉、李维汉、肖克、肖劲光、何长工、宋时轮、陆定一、陈锡联、段君毅、耿飚、姬鹏飞、黄火青、粟裕、程子华、傅钟、谭震林、薄一波
- 委员（按姓氏笔画为序）：于光远、万毅（满族）、王平、王一平、王子纲、王世泰、王幼平、王必成、王尚荣、王首道、王新亭、天宝（藏族）、韦杰（壮族）、区梦觉（女）、方强、方志纯、尹林平、孔原、孔石泉、邓小平、甘渭汉、平杰三、帅孟奇（女）、白如冰、冯铉、冯文彬、冯纪新、冯基平、成钧、成仿吾、吕正操、廷懋（蒙古族）、伍修权、任白戈、任质斌、刘杰、刘晓、刘田夫、刘转连、刘建章、刘顺元、刘俊秀、刘道生、刘景范、刘澜涛、江华（瑶族）、江一真、江渭清、许世友、孙冶方、杜平、杜义德、李达、李贞（女）、李强、李一氓、李丰平、李井泉、李任之、李成芳、李志民、李运昌、李坚真（女）、李卓然、李维汉、李葆华、李颉伯、李楚离、李聚奎、杨尚奎、杨献珍、肖克、肖劲光、肖望东、吴德、吴克华、吴亮平、吴富善、旷伏兆、何长工、汪锋、宋黎、宋时轮、宋侃夫、张策、张才千、张平化、张令彬、张达志、张光年、张仲良、张邦英、张秀山、张启龙、张维桢、张稼夫、陆定一、陈再道、陈野苹、陈锡联、陈漫远、武新宇、范式人、林铁、欧阳山、罗玉川、罗贵波、金明、周扬、周里、周林、周仁杰、郑天翔、赵林、赵辛初、赵武成、赵健民、赵毅敏、钟子云、钟汉华、钟期光、段君毅、贺彪、贺晋年、袁升平、袁任远、耿飚、聂凤智、栗又文、夏衍、夏之栩（女）、夏世厚、夏征农、顾卓新、钱之光、徐立清、高扬、高克林、郭峰、郭化若、郭述申、郭洪涛、唐亮、姬鹏飞、黄镇、黄火青、黄欧东、曹瑛、曹里怀、常黎夫、章蕴（女）、阎达开、阎揆要、彭嘉庆、彭德清、韩念龙、惠浴宇、粟裕、程子华、程世才、傅钟、舒同、曾三、曾生、曾志（女）、詹才芳、雍文涛、廖志高、谭震林、薄一波、霍士廉、魏金水[14]

1985年9月18日至23日召开的中国共产党全国代表会议上，李井泉、肖劲光等36人不再担任中央顾问委员会委员，会议增选中央顾问委员会委员56人。中央顾问委员会委员总数182人。
- 不再担任中央顾问委员会委员的是：李井泉、肖劲光、何长工、傅钟、万毅、王必成、王尚荣、区梦觉、方志纯、帅孟奇、冯铉、刘晓、李达、李贞、李卓然、李楚离、杨尚奎、杨献珍、张苏、张令彬、张启龙、张维桢、范式人、林铁、周扬、周里、奎璧、钟汉华、钟期光、袁任远、夏衍、钱之光、郭化若、黄欧东、詹才芳、魏文伯[15]
- 增选的中央顾问委员会委员（按姓氏笔画为序）：马国瑞、王谦、王震、王磊、王六生、王从吾、文敏生、白栋材、朱穆之、任仲夷、刘震、刘华清、刘志坚、刘明辉、刘复之、许家屯、孙大光、杜润生、李昌（土家族）、李锐、李化民、李启明、李雪峰、李德生、杨秀山、肖全夫、汪东兴、宋任穷、张震、张廷发、张铚秀、陈伟达、陈国栋、武衡、林乎加、郑维山、赵守一、赵苍璧、荣高棠、饶斌、饶守坤、洪学智、钱信忠、高厚良、郭林祥、黄新廷、梅益、梁必业、蒋南翔、韩宁夫、傅崇碧、鲁大东、谢振华、谭友林、谭启龙、谭善和[16]

1985年9月24日召开的中国共产党中央顾问委员会第五次全体会议增选的中央顾问委员会常务委员会委员是（按姓氏笔画为序）：王震、李一氓、李德生、宋任穷、黄镇；增选的中央顾问委员会副主任是：王震、宋任穷。增选和调整后的中央顾问委员会主任、副主任、常务委员会委员是：
- 主任：邓小平
- 副主任：王震、薄一波（常务）、许世友、宋任穷
- 常务委员会委员（按姓氏笔画为序）：王平、王震、王首道、邓小平、伍修权、刘澜涛、江华、许世友、李一氓、李德生、肖克、宋任穷、宋时轮、陆定一、陈锡联、段君毅、耿飚、姬鹏飞、黄镇、黄火青、程子华、薄一波

1987年10月25日至11月1日召开的中国共产党第十三次全国代表大会，选举产生新一届中央顾问委员会委员。这次换届，中央顾问委员会委员退出31人，增补59人，换届后的中央顾问委员会委员共200人。1987年11月2日召开的中央顾问委员会第一次全体会议选举产生中央顾问委员会主任、副主任、常务委员会委员。
- 主任：陈云
- 副主任：薄一波、宋任穷
- 常务委员会委员：王平、王首道、伍修权、刘澜涛、江华、李一氓、李德生、杨得志、萧克、余秋里、宋任穷、宋时轮、张劲夫、张爱萍、陆定一、陈云、陈丕显、陈锡联、胡乔木、段君毅、耿飚、姬鹏飞、黄华、黄镇、康世恩、程子华、薄一波
- 委员：于光远、于明涛、万海峰、马兴元、马国瑞、王平、王芳、王林、王谦、王磊、王一平、王子纲、王从吾、王六生、王世泰、王幼平、王诚汉、王首道、王鹤寿、天宝（藏族）、韦纯束（壮族）、尤太忠、邓力群、文敏生、方强、孔石泉、白如冰、白栋材、冯文彬、冯纪新、成钧、吕东、朱云谦、朱穆之、廷懋（蒙古族）、乔晓光、伍修权、任仲夷、任质斌、向守志、刘杰、刘震、刘田夫、刘华清、刘志坚、刘转连、刘明辉、刘建章、刘复之、刘景范、刘道生、刘澜涛、江华（瑶族）、江一真、江拥辉、江渭清、池必卿、安平生、安志文、许家屯、孙大光、严政、苏毅然、杜平、杜义德、杜星垣、杜润生、李昌（土家族）、李锐、李一氓、李力安、李丰平、李化民、李东冶、李庆伟、李运昌、李启明、李葆华、李登瀛、李德生、李耀文、杨易辰、杨秀山、杨得志、肖克、肖全夫、肖望东、吴德、吴富善、旷伏兆、余秋里、汪锋、汪东兴、汪道涵、宋黎、宋任穷、宋时轮、张策、张震、张才千、张邦英、张达志、张光年、张廷发、张秀山、张劲夫、张爱萍、张铚秀、张曙光、陆定一、陈云、陈彬、陈雷、陈仁洪、陈丕显、陈伟达、陈国栋、陈野苹、陈锡联、陈璞如、武衡、林乎加、欧阳山、罗玉川、罗青长、罗贵波、金明、周林、周惠、周子健、周仁杰、周世忠、周建南、郑天翔、郑维山、项南、赵苍璧、赵辛初、赵武成、赵健民、荣高棠、胡立教、胡乔木、钟子云、段君毅、饶守坤、贺彪、贺晋年、袁升平、袁宝华、耿飚、聂凤智、夏世厚、顾卓新、钱信忠、铁瑛、徐信、高扬、高厚良、郭峰、郭洪涛、姬鹏飞、黄华、黄镇、黄罗斌、黄新廷、梅益、曹瑛、曹里怀、常黎夫、崔月犁、康世恩、阎达开、梁必业、彭嘉庆、彭德清、蒋南翔、韩天石、韩宁夫、韩念龙、惠浴宇、覃应机（壮族）、程子华、程世才、傅崇碧、焦若愚、鲁大东、曾生、曾志（女）、谢振华、强晓初、雍文涛、廖志高、谭友林、谭启龙、谭善和、薄一波、霍士廉、穆青（回族）、戴苏里

- 秘书长：
  - 荣高棠（1983年1月10日－1987年10月6日）
  - 李力安（1987年10月6日－1992年10月18日）
- 副秘书长：
  - 郝盛琦
  - 黎虹（1984年－1988年）
  - 滕文生（1988年－1989年）
  - 许永跃（1988年－1992年）

## 省、自治区、直辖市顾问委员会简介
| 省顾委名称                 | 成立时间   | 主任                                                                               | 副主任 | 撤销时间   | 备注                                               |
| -------------------------- | ---------- | ---------------------------------------------------------------------------------- | --- | ---------- | -------------------------------------------------- |
| 北京市顾问委员会           | 1982年11月 | 贾庭三(82.11－83.03) 焦若愚(83.03－86.08) 王 宪(86.08－92.12)                      | 叶 林(82.11－86.08) 王 纯(82.11－85.11) 叶子龙(82.11－86.08) 陆 禹(86.08－87.12) 刘坚夫(86.08－87.12) 范 瑾(87.12－92.12) 安 林(87.12－92.12) | 1992年12月 | 设有常委                                           |
| 贵州省顾问委员会           | 1982年12月 | 徐健生(82.12－85.03) 苏 钢(85.04－93.11)                                           | 李庭桂(82.12－85.04) 陈行庚(82.12－85.04) 秦天真(82.12－88.08) 申云浦(82.12－88.08) 何仁仲(85.03－93.11) 金 凤(85.03－88.08) 徐挹江(88.09－93.11) | 1993年11月 | 设有常委、委员、秘书长、副秘书长                   |
| 河南省顾问委员会           | 1983年2月  | 于一川(83.02－90.01)                                                               | 李宝光(83.02－90.05) 韩劲草(83.02－90.11) 张赤侠(85.05－90.11) 黎 明(90.11－93.07) | 1993年7月  | 设有常委                                           |
| 青海省顾问委员会           | 1983年2月  | 张国声(83.02－85.07) 赵海峰(85.07－88.05) 马万里(88.05－92.07)                     | 扎西旺徐(83.02－85.07) 马万里(85.07－88.05) |            | 设有常委                                           |
| 四川省顾问委员会           | 1983年2月  | 谭启龙(83.02－85.07) 许梦侠(85.07－93.04)                                          | 鲁大东(83.02－85.07) 杨万选(83.02－92.10) 刘西尧(85.01－87.01) | 1992年10月 | 设有常委                                           |
| 新疆维吾尔自治区顾问委员会 | 1983年3月  | 白成铭(83.03－84.02)(代) 白成铭(84.02－85.10) 王恩茂(85.10－91.03)                 | 熊 晃(83.04－85.10) 侯 良(83.04－83.07) 吐尔逊·阿塔吾拉(83.04－91.03) 白成铭(85.10－91.03) 祁 果(85.10－91.03) 王振文(85.10－91.03) 陈西夫(91.03－94.01) | 1994年1月  | 设有常委、委员                                     |
| 上海市顾问委员会           | 1983年3月  | 钟 民(83.03－85.06) 陈国栋(85.06－92.12)                                           | 赵行志(85.06－92.12) | 1992年12月 | 设有常委、委员                                     |
| 山西省顾问委员会           | 1983年3月  | 霍士廉(83.03－85.04) 王克文(85.05－86.05) 贾 俊(86.05－89.12) 李立功(91.03－92.11) | 贾 俊(85.05－86.05) 胡晓琴(85.05－91.03) 赵雨亭(86.05－91.03) | 1992年11月 | 设有常委、委员、秘书长、副秘书长                   |
| 内蒙古自治区顾问委员会     | 1983年3月  | 王 铎(83.03－88.05) 郝秀山(88.05－92.12)                                           | 张鹏图(83.03－85.12) 林蔚然(83.03－89.12) 沈新发(83.03－89.12) 克力更(83.03－89.12) 郝秀山(86.01－88.05) 陈炳宇(88.06－89.12) | 1992年12月 | 设有常委、委员、秘书长、副秘书长                   |
| 甘肃省顾问委员会           | 1983年3月  | 冯纪新(83.03－83.12) 黄罗斌(83.12－88.11) 李子奇(90.11－93.12)                     | 王秉祥(83.06－83.12) 陈 煦(83.06－86.06) 肖剑光(83.06－88.11) 葛士英(84.12－88.11) 郭洪超(84.12－88.11) 吴 坚(86.06－91.12) | 1993年12月 | 设有常委、委员、秘书长                             |
| 广东省顾问委员会           | 1983年3月  | 寇庆延(83.03－85.07) 梁灵光(85.07－88.05) 王 宁(88.05－93.05)                      | 陈越平(83.03－85.07) 肖焕辉(83.03－85.07) 陈 德(83.03－83.08) 杨康华(83.03－85.07) 李建安(85.07－88.05) 杜瑞芝(85.07－88.05) 梁 湘(86.04－88.05) 许士杰(86.11－88.05) 李建安(88.05－93.05) 杜瑞芝(88.05－91.07) 杨德元(88.05－89.06) 钟 明(88.05－91.07) 焦林义(88.07－91.07) 宋志英(91.07－93.05) | 1993年5月  | 设有常委、委员                                     |
| 吉林省顾问委员会           | 1983年3月  | 王大任(83.03－88.05) 张凤岐(88.05－92.05)                                          | 于 林(83.03－85.05) 宋洁涵(83.03－85.05) 张士英(85.05－88.05) 肖 纯(85.05－93.04) | 1993年4月  | 设有常委、委员                                     |
| 江苏省顾问委员会           | 1983年3月  | 柳 林(83.03－83.12) 柳 林(84.12－89.12)                                            | 周 泽(84.12－92.12) 辛少波(84.12－85.09) | 1992年12月 | 设有常委、委员                                     |
| 安徽省顾问委员会           | 1983年3月  | 李世农(83.03－83.04) 袁 振(84.12－87.02)                                           | 刘廉民(83.03－84.12) 兰干亭(83.03－87.04) 程光华(83.03－90.03) 胡开明(83.03－84.12) 侯 永(84.12－93.12) 崔剑晓(84.12－90.03) | 1993年12月 | 设有常委、委员、秘书长、副秘书长                   |
| 辽宁省顾问委员会           | 1983年3月  | 李 涛(83.03－85.06) 戴苏理(85.06－90.08)                                           | 胡亦民(83.03－90.08) 沈 越(83.03－90.08) 张新村(83.03－86.11) 葛锡藩(90.08－93.08) | 1993年8月  | 设有常委、委员                                     |
| 云南省顾问委员会           | 1983年3月  | 李启明(83.03－85.07) 李兴旺(85.07－93.04)                                          | 高治国(83.03－85.07) |            | 设有常委                                           |
| 陕西省顾问委员会           | 1983年4月  | 章 泽(83.04－91.05)                                                                | 陈元方(83.04－85.07) 张方海(83.04－93.05) 白文华(83.04－89.07) 李溪溥(86.01－88.05) | 1993年5月  | 设有常委、委员                                     |
| 黑龙江省顾问委员会         | 1983年7月  | 杨易辰(83.07－85.05) 陈 雷(85.05－88.06) 王路明(88.06－91.01)                      | 陈剑飞(83.07－85.05) 王路明(83.07－88.06) 解云清(83.07－85.05) 张向凌(85.05－91.01) 章 林(85.05－87.06) | 1991年1月  | 设有常委 1991年1月成立省顾问小组，1993年5月撤销。  |
| 山东省顾问委员会           | 1983年7月  | 高克亭(83.07－85.05) 苏毅然(85.05－88.12) 梁步庭(88.12－92.12)                     | 王金山(83.07－88.12) 武开章(83.07－86.12) 刘 鹏(88.12－92.12) 刘众前(88.12－92.12) | 1992年12月 | 设有常委                                           |
| 宁夏回族自治区顾问委员会   | 1983年7月  | 薛宏福(83.07－89.10)                                                               | 史玉林(83.07－86.08) 蒋光东(84.06－93.04) 徐 芊(85.03－93.04) 丁毅民(88.06－93.04) 李庶民(88.06－93.04) | 1993年4月  | 设有常委、委员                                     |
| 湖北省顾问委员会           | 1983年12月 | 许道琦(83.12－88.12) 陈 明(88.12－93.12)                                           | 刘惠农(83.12－88.12) 李尔重(83.12－92.12) 薛 坦(83.12－84.11) 沈因洛(85.12－88.04) 王克文(86.04－88.12) 陈 明(87.12－88.12) | 1993年12月 | 设有常委                                           |
| 天津市顾问委员会           | 1983年12月 | 张淮三(83.12－88.04) 郝田役(88.04－89.09)                                          | 杨慧洁(83.12－93.05) 郝田役(83.12－88.04) 王培仁(83.12－86.12) |            | 设有常委                                           |
| 浙江省顾问委员会           | 1983年12月 | 铁 瑛(83.12－88.12) 薛 驹(88.12－89.06)                                            | 张敬堂(83.12－85.12) 崔 健(83.12－88.12) 刘亦夫(88.12－93.12) | 1993年12月 | 设有常委                                           |
| 西藏自治区顾问委员会       | 1983年12月 | 郭锡兰(83.12－85.08) 张向明(85.11－90.07)                                          | 张向明(83.12－85.11) 宋子元(84.12－85.11) |            | 设有常委                                           |
| 河北省顾问委员会           | 1985年5月  | 杨泽江(85.05－93.04)                                                               | 王东宁(85.05－90.07) |            | 设有常委                                           |
| 江西省顾问委员会           | 1985年6月  | 赵增益(85.06－90.09)                                                               | 狄 生(85.06－90.09) 刘仲侯(85.06－90.09) 王实先(85.06－90.09) |            | 设有常委 1990年9月成立省顾问小组，1992年10月撤销。 |
| 湖南省顾问委员会           | 1985年6月  | 万 达(85.06－90.10)                                                                | 罗其南(85.06－86.10) 王治国(85.06－92.12) 赵处琪(85.06－92.12) 石新山(88.03－92.12) 焦林义(88.05－88.10) | 1992年12月 | 设有常委、委员、秘书长                             |
| 广西壮族自治区顾问委员会   | 1985年6月  | 黄 云(85.06－93.12)                                                                | 廖生东(85.06－90.12) 王祝光(85.06－93.12) 段远钟(85.06－93.12) | 1993年12月 | 设有常委、委员、秘书长                             |
| 福建省顾问委员会           | 1985年7月  | 胡 宏(85.07－90.10)                                                                | 温附山(85.07－90.10) 黄 明(85.07－90.10) 张格心(85.07－89.03) |            | 设有常委、委员                                     |